# Eco e Narciso (Pintainho)
Eco e Narciso é uma pintura do pintor francês Nicolas Poussin. Este óleo sobre tela mede 74 × 100 cm. Foi pintado entre 1627 e 1628 e está guardado no Museu do Louvre, em Paris.

## O mito
A obra pertence ao registro mitológico. De acordo com as Metamorfoses de Ovídio, a ninfa Eco se apaixonou por Narciso, mas ele a rejeitou. Por isso, devastada, ela se escondeu em uma caverna onde foi consumida pela dor, até que só restasse sua voz.
Nemesis, a deusa da vingança, puniu Narciso fazendo com que ele se apaixonasse por sua própria imagem refletida em uma primavera, consumindo-se no amor.
No local onde morreu, cresceu a flor que leva seu nome: o Narciso.

## Tela
Poussin ilustra este mito ao representar três figuras numa paisagem idílica: em primeiro plano, Narciso, deitado; atrás dele, à direita um putto; e à esquerda, sentado em uma pedra, Eco. Ao redor dos cabelos do jovem Narciso já estão desabrochando as flores às quais ele deu seu nome. O eco, apoiado numa rocha, parece “uma aparição elegíaca e imaterial”.
A lenda de Eco e Narciso inspirou a ópera de mesmo nome do compositor Christoph Gluck.